# Graham McGregor (homme politique)
Pour les articles homonymes, voir Graham McGregor et McGregor.
Graham James McGregor, né le 26 mai 1993 à Brampton, est un homme politique provincial canadien de l'Ontario.
Il est député provincial progressiste-conservateur de la circonscription ontarienne de Brampton-Nord depuis 2022,.